# Hanato Jin
Hanato Jin (端戸 仁 Hanato Jin, sinh ngày 31 tháng 5 năm 1990) là một cầu thủ bóng đá người Nhật Bản thi đấu cho Shonan Bellmare.

## Thống kê câu lạc bộ
Cập nhật đến ngày 23 tháng 2 năm 2018.
| Thành tích câu lạc bộ | Thành tích câu lạc bộ | Thành tích câu lạc bộ | Giải vô địch | Giải vô địch | Cúp                   | Cúp                   | Cúp Liên đoàn | Cúp Liên đoàn | Châu lục | Châu lục  | Tổng cộng | Tổng cộng |
| Mùa giải              | Câu lạc bộ            | Giải vô địch          | Số trận      | Bàn thắng    | Số trận               | Bàn thắng             | Số trận       | Bàn thắng     | Số trận  | Bàn thắng | Số trận   | Bàn thắng |
| Nhật Bản              | Nhật Bản              | Nhật Bản              | Giải vô địch | Giải vô địch | Cúp Hoàng đế Nhật Bản | Cúp Hoàng đế Nhật Bản | J. League Cup | J. League Cup | AFC      | AFC       | Tổng cộng | Tổng cộng |
| --------------------- | --------------------- | --------------------- | ------------ | ------------ | --------------------- | --------------------- | ------------- | ------------- | -------- | --------- | --------- | --------- |
| 2009                  | Yokohama F. Marinos   | J1 League             | 0            | 0            | 0                     | 0                     | 0             | 0             | -        | -         | 0         | 0         |
| 2010                  | Yokohama F. Marinos   | J1 League             | 10           | 1            | 2                     | 0                     | 0             | 0             | -        | -         | 12        | 1         |
| 2011                  | Yokohama F. Marinos   | J1 League             | 0            | 0            | 0                     | 0                     | 0             | 0             | -        | -         | 0         | 0         |
| 2012                  | Giravanz Kitakyushu   | J2 League             | 39           | 14           | 1                     | 0                     | -             | -             | -        | -         | 40        | 14        |
| 2013                  | Yokohama F. Marinos   | J1 League             | 15           | 1            | 6                     | 0                     | 4             | 0             | -        | -         | 0         | 0         |
| 2014                  | Yokohama F. Marinos   | J1 League             | 6            | 0            | 2                     | 1                     | 0             | 0             | 2        | 1         | 10        | 2         |
| 2015                  | Yokohama F. Marinos   | J1 League             | 3            | 0            | 2                     | 0                     | 0             | 0             | -        | -         | 5         | 0         |
| 2016                  | Shonan Bellmare       | J1 League             | 20           | 4            | 0                     | 0                     | 2             | 1             | -        | -         | 22        | 5         |
| 2017                  | Shonan Bellmare       | J2 League             | 27           | 1            | 1                     | 0                     | -             | -             | -        | -         | 28        | 1         |
| Tổng                  | Tổng                  | Tổng                  | 120          | 21           | 14                    | 0                     | 6             | 1             | 2        | 1         | 142       | 23        |

## Giải thưởng và danh hiệu
Shonan Bellmare
- J2 League: 2017

Yokohama F. Marinos
- Cúp Hoàng đế Nhật Bản: 2013

### Nhật Bản
- Giải vô địch bóng đá U-17 châu Á: 2006